# Агава (компания)
Agava — бывшая российская ИТ-компания, специализировавшаяся на оказании услуг хостинга. С 2016 года вошла в состав REG.RU.

## История компании
В 1998 году выпускник МФТИ Владимир Панфилович создал небольшую организацию, которая специализировалась на разработке программного обеспечения на заказ. Компания получила название Агава. Первым крупным проектом стал в 1999 году сайт JobList.ru, предназначенный для поиска работы и подбору персонала. В 2000 году, было открыто направление хостинга, которое в дальнейшем развивалось и, по данным на 2007 год, Агава вошла в пятерку крупнейших хостинг-провайдеров России по числу поддерживаемых доменов. На всем протяжении существования компании Агава, согласно ЕГРЮЛ ФНС России, генеральным директором являлся Степанов Виктор Евгеньевич.
Агавой поддерживались и развивались более 10 веб-проектов, а сотрудники размещались в нескольких офисах в Москве, а также филиалах в Дубне, Бишкеке, и Минске.
В 2016 году компания фактически прекратила свое существование после слияния с REG.RU.

## Основные виды деятельности компании
- Хостинг, в том числе аренда серверов и колокация
- Регистрация доменных имен (в зоне .ru являясь аккредитованным регистратором[3])
- Файловый хостинг iFolder
- Реклама в Интернете
- Маркетинговые исследования
- Поисковая оптимизация, продвижение сайтов
- Разработка и продажа программного обеспечения — в активе компании спам-фильтр SpamProtexx, файрвол AGAVA Firewall, антишпионское ПО

## Приостановление работы iFolder
17 марта 2010 года в рамках проведения оперативно-розыскных мероприятий с целью поиска детской порнографии и владельца файлов, размещённых на сайте iFolder.ru представители МВД прибыли в дата-центр, где размещаются сервера обеспечивающие работу этого сервиса. Сотрудники Агавы предложили оказать максимальное содействие в поиске и получении нужной информации, а также в установлении личности пользователя, который её разместил. Однако сотрудники милиции отказались от этого предложения и выразили желание произвести изъятие всего оборудование для проведения собственной экспертизы.
В результате переговоров вывоз оборудования удалось предотвратить, но сотрудники МВД выключили и опечатали все сервера проекта iFolder .

## Слияние с REG.RU
5 декабря 2016 года, без предупреждений, компания объявила о передаче абонентов хостинга на обслуживание в REG.RU. С этого дня все ссылки на заказ хостинга, доменов и других услуг также перебрасывают пользователя на сайт REG.RU.  
Представитель REG.RU не раскрыл сумму сделки, но сообщил, что слияние завершится до конца 2016 года.